# NGC 7055
NGC 7055 is een open sterrenhoop in het sterrenbeeld Cepheus. Het hemelobject werd op 25 september 1829 ontdekt door de Britse astronoom John Herschel.